# Giuseppe Lucchese
Giuseppe Lucchese soprannominato Lucchiseddu (Palermo, 2 settembre 1958) è un mafioso italiano.
È ritenuto da alcuni collaboratori di giustizia il killer che materialmente uccise Giuseppe Greco
Scarpuzzedda, suo migliore amico e capo da non confondere con Lucchese Micciche Giuseppe (Palermo 25 aprile 1966) mafioso italiano e altro killer di Cosa nostra.

## Biografia
Nipote del boss Tommaso Spadaro, nacque nel quartiere Brancaccio di Palermo. Ultimo di 7 figli, il padre Giovanni Lucchese (anch’egli con problemi con la giustizia) e la madre Anna, sorella del boss Don Masino Spadaro, apparteneva ad una delle famiglie mafiose più spietate. Essendo affiliato alla famiglia di Ciaculli, Lucchese era un fedelissimo dei Corleonesi di Totò Riina.
I pentiti lo indicano come uno dei più feroci killer degli anni 1981-1984: appena ventenne, aveva già un curriculum di tutto rispetto quando Totò Riina lo inserì nella squadra della morte. Nel 1983 partecipò alla mega rapina da 15 miliardi di lire al Banco di Sicilia. Insieme a Vincenzo Puccio uccise nel 1985 il boss Giuseppe Greco, detto "Scarpuzzedda", alle dipendenze del quale era stato fino a quel momento. È sospettato di aver partecipato agli omicidi di Stefano Bontate e Salvatore Inzerillo. È l'esecutore materiale del duplice omicidio dei fratelli Di Piazza dopo un alterco avuto il giorno prima in merito al fratello Roberto, tossicodipendente. Li uccise in piazza Sant'Anna davanti a numerose persone, nel quartiere borgo vecchio con diversi colpi di pistola; si evidenzia in questo efferato crimine la sua crudeltà: dopo averli ammazzati infierì sui cadaveri con calci e sputi.
Partecipò all'assassinio del vicebrigadiere Antonino Burrafato, del vice questore Ninni Cassarà e del commissario Beppe Montana. Il pentito Vincenzo Sinagra lo indica come esecutore materiale dell'omicidio del boss di Roccella Giuseppe Abbate.
La collaborazione del neo pentito Francesco Marino Mannoia resa agli inquirenti nell'ottobre 1989 è stata determinante per far arrestare Lucchese, il 1º aprile del 1990. Il Mannoia fornì dettagli decisivi sulla sua vita privata e questo permise alle indagini di puntare sulla compagna di lui e, da qui, di pedinarla fino a giungere nell'appartamento di Lucchese dove venne la cattura.

### Gli ergastoli
Condannato a 5 ergastoli più 28 anni per pluriomicidi, è stato sottoposto al regime del 41 bis nelle carceri di massima sicurezza per delitti come: 
- Nel 1987, al Maxiprocesso di Palermo, Lucchese venne condannato in primo grado all'ergastolo poi pena ridotta a 28 anni in Cassazione[4].
- Nel 1998, nel processo per gli omicidi dei commissari Beppe Montana e Ninni Cassarà Lucchese subì l'ergastolo insieme ai boss Antonino Madonia, Pippo Calò, Nenè Geraci e Raffaele Ganci[5].
- Nel 2004, la Corte d'assise d'appello di Palermo confermò l'ergastolo per Lucchese per il duplice omicidio dell'imprenditore Roberto Parisi e il suo autista Giuseppe Mangano[6].
- Nello stesso 2004, Lucchese nuovamente all'ergastolo per la “Strage delle donne di Bagheria” (sorella, madre e zia di Marino Mannoia uccise) insieme ai boss Totò Riina, Bernardo Provenzano, Pietro Aglieri e altri boss[7].
- Sempre nel 2004, la Corte d'assise di Palermo, condannò Lucchese come esecutore per il duplice omicidio del politico antimafia Pio La Torre e l'autista Rosario Di Salvo insieme al boss Antonino Madonia[8].
- Nel 2005, Lucchese condannato per la strage della circonvallazione insieme al boss Raffaele Ganci e Antonino Madonia[9].